# Antherotoma
Antherotoma es un género  de plantas con flores pertenecientes a la familia Melastomataceae. Es originario del África tropical y Madagascar. Comprende 13 especies descritas y de estas, solo 9 aceptadas.

## Taxonomía
El género fue descrito por Joseph Dalton Hooker y publicado en Genera Plantarum 1: 729, 745, en el año 1867.

## Especies aceptadas
A continuación se brinda un listado de las especies del género Antherotoma aceptadas hasta febrero de 2013, ordenadas alfabéticamente. Para cada una se indica el nombre binomial seguido del autor, abreviado según las convenciones y usos:
- Antherotoma angustifolia (A.Fern. & R.Fern.) Jacq.-Fél.
- Antherotoma debilis (Sond.) Jacq.-Fél.
- Antherotoma densiflora (Gilg) Jacq.-Fél.
- Antherotoma gracilis (Cogn.) Jacq.-Fél.
- Antherotoma irvingiana (Hook.f.) Jacq.-Fél.
- Antherotoma naudinii Hook.f.
- Antherotoma senegambiensis (Guill. & Perr.) Jacq.-Fél.
- Antherotoma tenuis (A.Fern. & R.Fern.) Jacq.-Fél.
- Antherotoma tisserantii (Jacq.-Fél.) Jacq.-Fél.